# 青岛体育中心
青岛体育中心位于中华人民共和国山东省青岛市崂山区，是一处青岛休闲娱乐地点。它亦是中华人民共和国第十一届全运会的比赛场地之一。

## 主要场馆
- 青岛国信体育场
- 青岛国信体育馆
- 游泳跳水馆